# Powiat Kisbér
Powiat Kisbér (węg. Kisbéri kistérség) – jeden z siedmiu powiatów komitatu Komárom-Esztergom na Węgrzech. Jego powierzchnia wynosi 510,77 km². W 2009 liczył 20 607 mieszkańców (gęstość zaludnienia 40,3 os./1 km²). Siedzibą władz jest miasto Kisbér.

## Miejscowości powiatu Kisbér
- Ácsteszér
- Aka
- Ászár
- Bakonybánk
- Bakonysárkány
- Bakonyszombathely
- Bársonyos
- Császár
- Csatka
- Csép
- Ete
- Kerékteleki
- Kisbér
- Réde
- Súr
- Tárkány
- Vérteskethely